# Буремюсик
Буремюсик, африк. Boeremusiek, буквально «бурская музыка» — распространённый в Южно-Африканской Республике жанр инструментальной народной музыки. Исполняется обычно на языке африкаанс, и считается национальным наследием и частью африканерской этнической идентичности. Среди других этнических культур ЮАР (англоязычных белых, цветных и негров) буремюсик не получил распространения.

## История
Буремюсик имеет европейское происхождение (связан с голландскими, бельгийскими и немецкими сельскими танцами), но после переноса в Южную Африку приобрёл свои характерные свойства и отделился от европейской традиции.

## Стиль
По манере исполнения обычно представляет собой лёгкие, бодрые мелодии танцевального стиля или протяжные, балладного стиля, в мажорной тональности. Отдаленно напоминает американский стиль кантри.
Главным инструментом в группах буремюсик является концертина, которая по принципу напоминает аккордеон. Существует много разновидностей концертины, в зависимости от расположения и размера отверстий, что в свою очередь придаёт разнообразие звукам и мелодиям буремюсик.
Другие инструменты, которые могут применяться в ансамблях: пиано-аккордеон, кнопочная гармоника, аккордеон, пианино, фисгармония и гитара; иногда — виолончель или контрабас.
Известные современные исполнители — Клипверф Буреоркес, Дани Грей, Нико Карстенс, Таффи Киккилюс, Брайан Ниувоудт, Самуэль Петцер, Ворси Фиссно и Ди Гитар Ман.